# 明功臣墓
明功臣墓位于江苏省南京市。2006年5月，公布第六批全国重点文物保护单位时，明功臣墓做为子项归入第一批全国重点文物保护单位明孝陵。
该项目包含徐达墓、李文忠墓、吴良墓、吴祯墓、常遇春墓、邓愈墓、仇成墓石刻、李杰墓八个墓葬，是广义上南京市明初功臣墓一部分:80—81:33—34。

## 明初功臣
洪武三年（1370年），大封功臣。明太祖朱元璋以功臣配享太庙，又别立庙于鸡笼山（今北极阁）。遵循死者塑像、生者虚其位的原则供奉功臣，分别是徐达、常遇春等二十一人。除品秩外，二十一人皆有异姓王、国公、郡公爵位。有当代研究者初步统计所封功臣大致为120多人:80。有研究者依据身份分为三类：追赠异姓王者、拥有公爵或侯爵者、仅有品秩者:34。

## 可考墓葬
明代以来相关文献中，对南京地区的明初功臣墓有零散记载，但不成系统。亦有错误记载，如汤和墓。即是确实可考的明初功臣墓，由于时间流逝，至当代或留存、或湮灭、或失考。2000年代，有研究者总结有以下数种情况，1930年代、朱偰《金陵古迹名胜影集》中尚存，现已不存；墓葬地面石刻——神道碑、石像生被集中保存。地下墓穴，经过发掘，或不知其所在，或发掘清理后回填保护，或发掘清理后保护开放:79—80。
除钟山之阴的板仓有两座失考墓外，有研究者提及太平门外有两座失考墓葬，分别是蒋王庙二建公司工地明墓、花园路明墓，推测为钟山之阴范围内的明初功臣或其家族成员墓。神策门外、幕府山南麓范围有两座失考墓，分别称为中央门外回家山明墓、曹后村明墓。此外，聚宝门外有铁心桥明墓、西善桥第二砖瓦厂明墓等失考墓:55，57。
- 颜色说明： 全国重点文物保护单位—明孝陵*明功臣墓 、 江苏省文物保护单位 、 南京市文物保护单位 、 区级文物保护单位 。

| 序号 | 墓名       | 墓主             | 所在范围              | 简介 | 备注                                             |
| 01   | 徐达墓     | 追赠中山王徐達   | 钟山之阴 今紫金山北麓 | 保存最为完整的明功臣墓 |                                                  |
| 02   | 常遇春墓   | 追赠开平王常遇春 | 钟山之阴 今紫金山北麓 | |                                                  |
| 03   | 李文忠墓   | 追赠岐阳王李文忠 | 钟山之阴 今紫金山北麓 | |                                                  |
| 04   | 吴良墓     | 追赠江国公吳良   | 钟山之阴 今紫金山北麓 | | 吴良墓、吴祯墓旁有其后辈吴忠墓，不视为明功臣墓。 |
| 05   | 吴祯墓     | 追赠海国公吳禎   | 钟山之阴 今紫金山北麓 | | 吴良墓、吴祯墓旁有其后辈吴忠墓，不视为明功臣墓。 |
| 06   | 仇成墓     | 追赠皖国公仇成   | 钟山之阴 今紫金山北麓 | |                                                  |
| 07   | 薛显墓     | 追赠永国公薛顯   | 钟山之阴 今紫金山北麓 | 1975年，对地下墓室进行考古发掘。是否保留不详。 |                                                  |
| 08   | 板仓失考墓 | 无考             | 钟山之阴 今紫金山北麓 | 以板仓失考墓石刻之名列为南京市文物保护单位。有作者列出板仓某明功臣墓石像生留存数量与国公吴祯墓、吴良墓相类:34。未知该处石像生所在是板仓失考墓，还是板仓墓地。 |                                                  |
| 09   | 板仓墓地   | 无考             | 钟山之阴 今紫金山北麓 | 2014年6月，列为玄武区不可移动文物名单，成为钟山之阴、现存明功臣墓中最后列入文物保护单位的一座。                                                               |                                                  |
| 10   | 陆龄墓     | 都指挥使陆龄     | 钟山之阴 今紫金山北麓 | 据南京市博物馆考古资料，浙江都指挥使陆龄于洪武二十二年二月（1389年）安葬于钟山之阴:56，其余不详。                                                             |                                                  |
| 11   | 王鉴墓     | 指挥佥事王鉴     | 钟山之阴 今紫金山北麓 | 据南京市博物馆考古资料，盖州卫指挥佥事王鉴于洪武二十二年五月（1389年）安葬于钟山之阴:56，其余不详。                                                           |                                                  |
| 12   | 唐某墓     | 指挥佥事唐某     | 钟山之阴 今紫金山北麓 | 据南京市博物馆考古资料，金吾前卫指挥佥事唐某于洪武二十三年（1390年）安葬于钟山之阴:56，其余不详。                                                             |                                                  |
| 13   | 康茂才墓   | 追赠蕲国公康茂才 | 神策门外 幕府山南麓   | 今中央门外安怀村。1967年，南京市博物馆进行考古清理。墓穴不存。2000年，石像生移至白马公园:80。                                                                 |                                                  |
| 14   | 汪兴祖墓   | 东胜侯汪興祖     | 神策门外 幕府山南麓   | 位于幕府山张家洼。1970年，南京市博物馆进行考古清理。地面建筑和墓穴均已不存:80。                                                                               |                                                  |
| 15   | 沐英墓     | 追赠黔宁王沐英   | 聚宝门外              | 沐英家族墓群为江苏省文物保护单位。 |                                                  |
| 16   | 邓愈墓     | 追赠宁河王鄧愈   | 聚宝门外              | |                                                  |
| 17   | 俞通海墓   | 追赠虢国公俞通海 | 聚宝门外              | |                                                  |
| 18   | 俞通源墓   | 南安侯俞通源     | 聚宝门外              | |                                                  |
| 19   | 俞通渊墓   | 越巂侯俞通淵     | 聚宝门外              | |                                                  |
| 20   | 李杰墓     | 镇国将军李杰     | 聚宝门外              | |                                                  |
| 21   | 宋晟墓     | 西宁侯宋晟       | 聚宝门外              | |                                                  |
| 22   | 张赫墓     | 追赠恩国公张赫   | 聚宝门外              | |                                                  |